# 머크 그룹
머크 주식합자회사(독일어: Merck KGaA 머크, 프랑크푸르트: MRK), 줄여서 머크는 독일의 과학기술기업이다. 현재 화학 분야에서는 반도체용 소재,딜리버리 시스템 앤 서비스, 액정 및 OLED 디스플레이용 소재와 기능성 특수안료, 생명과학 산업을 위한 장비와 시약 등을 생산하는 과학기술 기업으로 알려져 있고, 의약 분야에서는 항암, 난임치료, 성장호르몬, 다발성 경화증 등 전문 신약 개발로 유명하다. 특히 액정은 1888년에 세계 최초로 개발하였고 디스플레이 소재와 반도체 소재를 통해 전자산업분야에서 중요한 위치를 차지하고 있다.

## 역사
1668년에 독일 담스타트에서 프리드리히 야콥 머크가 천사약국을 인수하며 시작되었다. 그 후 머크의 후손들은 담스타트에서 대대로 약국을 했으며, 19세기에 집안 사람 중 하나인 엠마누엘 머크가 화학 사업까지 확대하며 회사를 성장시켰다. 17세기 이래 사업을 계속 하고 있어 현존하는 가장 오래된 과학기술기업으로 의약, 생명과학 그리고, 전자 소재를 생산하는 글로벌 기업이며, 본사도 여전히 담스타트에 있다. 미국의 MSD는 본래 머크 가문의 자회사로 출발했으나, 세계대전으로 미국 정부에 의해 머크앤드컴퍼니로 새롭게 출발한 회사로, 머크와 머크앤드컴퍼니는 협약을 통해 서로의 상표를 미국 및 캐나다와 기타 지역으로 나누어 사용하기로 했다. 이에 따라 독일 머크는 미국 및 캐나다에서는 엠마누엘 머크 담스타트(Emanuel Merck, Darmstadt)의 약자인 EMD라는 명칭을 사용하고 있고 두 국가를 제외한 190여개 국가에서는 머크라는 브랜드를 사용하고 있다.